# Décès en juillet 1910
Décès
- 1906
- 1907
- 1908
- 1909
- 1910
- 1911
- 1912
- 1913
- 1914

Pour une information complémentaire, voir la page d'aide.

| Date      | Nom                    | Pays                           | Activités                                 | Âge | Source |
| --------- | ---------------------- | ------------------------------ | ----------------------------------------- | --- | ------ |
| 2 juillet | Jean-Jacques Liabeuf   | Drapeau de la France           | Cordonnier et condamné française.         | 24  |        |
| 6 juillet | Margaret Matilda White | Drapeau de la Nouvelle-Zélande | Photographe et infirmière néo-zélandaise. | 42  |        |